# Keräntöjärvi (plaats)
Keräntöjärvi is een dorp binnen de Zweedse gemeente Pajala. Het ligt aan een verbindingsweg tussen Junosuando en Kitkiöjoki. Het plaatsje heeft enige bekendheid vanwege het toneelstuk Frieriet i Kärendöjärvi (Huwelijk in ...) in de regie van Ulla Lyttkens, dat niet alleen in Norrbottens län is uitgevoerd, maar in geheel Zweden; het heeft het zelfs tot een uitvoering op een festival in Turkije gebracht.
Aareavaara · Anttis · Huukki · Isovaara · Jarhois · Juhonpieti en Erkheikki · Junosuando · Kainulasjärvi · Kangos · Kardis · Kassa · Kätkesuando · Käymäjärvi · Kaunisvaara · Kengis · Kenttä · Keräntöjärvi · Kieksiäisvaara · Kiilarova · Kihlanki · Kitkiöjärvi · Kitkiöjoki · Kolari · Kompelusvaara · Korpilombolo · Kurkkio · Lahenpää · Lahnajärvi · Lautakoski · Liviöjärvi · Lovikka · Männikkö · Muonionalusta · Muodoslompolo · Narken · Nuuksujärvi · Ohtanajärvi · Oksajärvi · Pääjärvi · Pajala · Parkalompolo · Pentäsjärvi · Peräjävaara · Pimpiö · Ristimella · Ruosteranta · Sahavaara · Saittarova · Salmijärvi · Särkimukka · Sattajärvi · Selkäjärvi · Suaningi · Talinen · Tärendö · Teurajärvi · Torinen · Törmäsniva · Tornefors